# Stora och Lilla Höggarn
Stora och Lilla Höggarn är två mindre öar belägna i kommundelen Elfvik i Lidingö kommun. Ögruppen ligger ungefär i skärningspunkten mellan Höggarnsfjärden och Askrikefjärden rakt österut från Elfviks udde. Stora Höggarn är känt som tidigare oljehamn och oljedepå. Kulturhistoriskt intressant var Höggarns herrgård, även kallad "Stora Gula Villan" från 1776 som revs i början av 1970-talet.

## Namnet och topografin

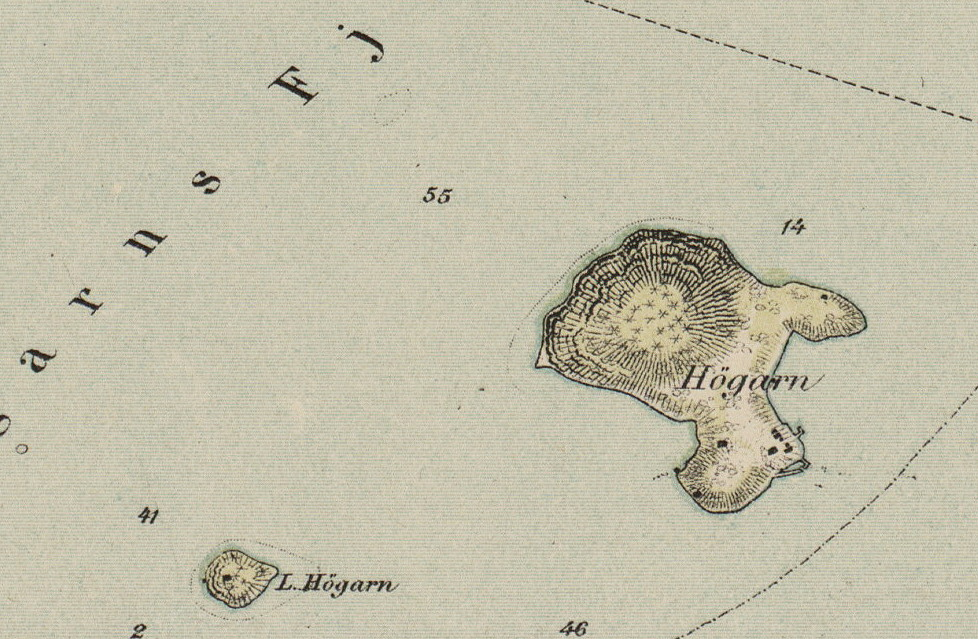
Stora och Lilla Höggarn, 1860-tal.

Namnet Höggarn har troligen sitt ursprung i den höga ön eller holmen. Efterleden -garn, -arn eller -arnö anses betyda ö eller holme eller något som sticker upp ur vattnet vilket illustrerar öns kullriga form. Stora Höggarn består av en tidigare helt skogklädd kulle på 32 meter över havet i norr och en låglänt del i söder på cirka 10 meter över havet, arealen är 16 hektar. Lilla Höggarn är nästan helt cirkelrund och helt skogbeväxt ö, arealen är cirka 0,5 hektar, högsta punkt ligger 8 meter över havet.

## Historik
Stora och Lilla Höggarn hörde under flera hundra år till ätten Banérs fideikommiss på Djursholms slott. I egendomen ingick även samtliga gårdar på Lidingön. Stora och Lilla Höggarn redovisas på Lidingöns äldsta kända karta upprättad 1661 av lantmätaren Peder Mehnlöös. Ön stavas där och även på senare kartor Högarn (med ett g).
Öns läge mitt i segelleden från och till Vaxholm gjorde den till en idealisk plats att driva en krog året runt. En känd skärgårdskrog omtalas redan på 1600-talet. Den besöktes övervägande av skärgårdsbönder som seglade in fisk till försäljning i Stockholm. 1704 lät dåvarande ägaren till Djursholmsgodset, Johan Banér, bygga ”tvenne stugor med sex knutar i den gamlas ställe”. Det södra av dessa vinkelbyggda hus innehöll själva krogrummet. Krogrörelsen lades ner omkring 1870, varefter byggnaderna hyrdes ut till sommargäster.

### Höggarn under Carl Johan Wier

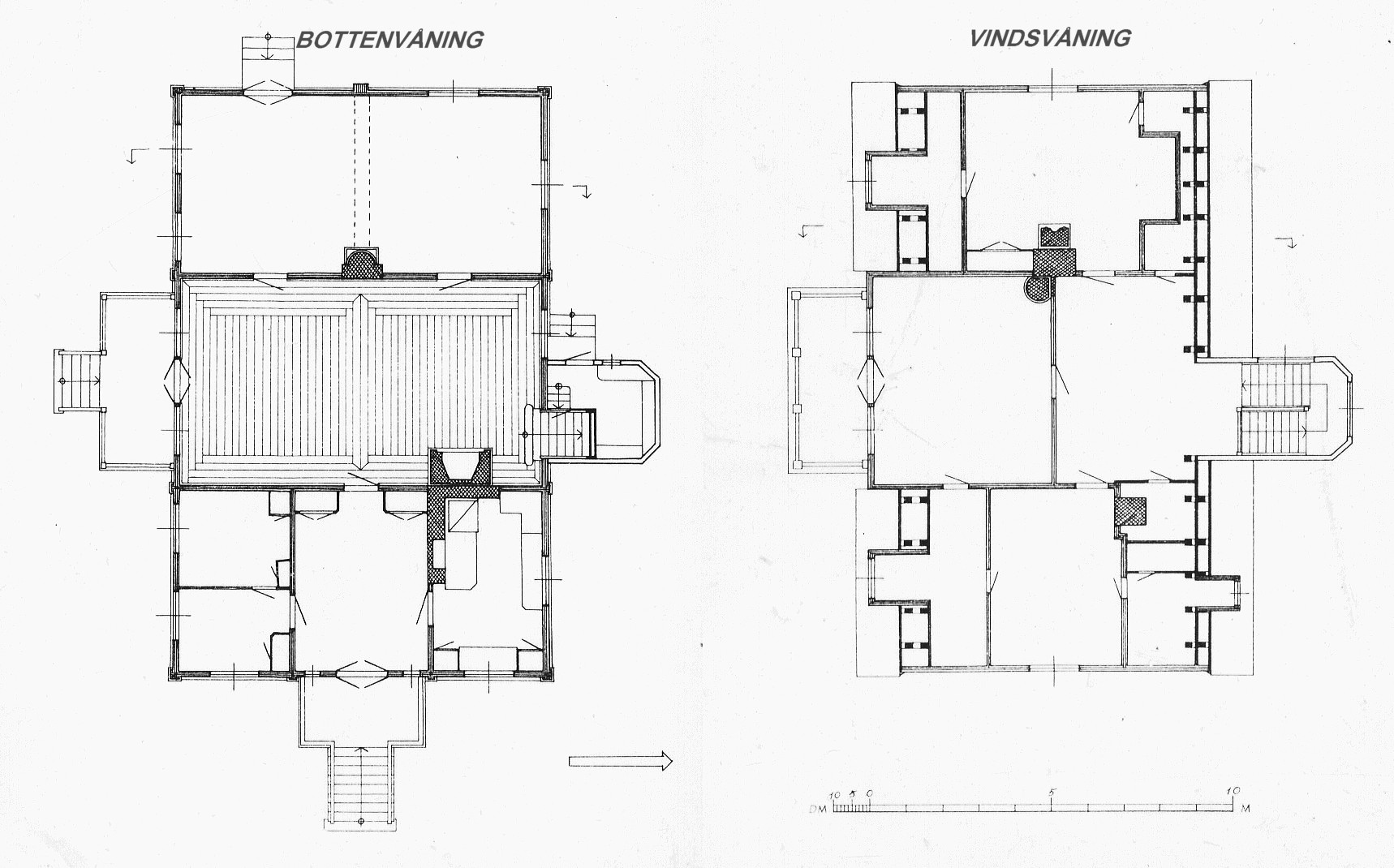
Stora Gula Villan, bottenvåning och vindsvåning (senare uppmätning).

Fram till 1774 var Stora och Lilla Höggarn en del av Lidingöns många gårdar som, när fideikommisset upplöstes, blev självständiga jordbruksfastigheter som sedermera gav upphov till många kommundelsnamn i Lidingö kommun. Höggarn förvärvades av bryggaråldermannen Carl Johan Wier (1734–1800) vilken lät bygga en mindre herrgård på Stora Höggarn som sommarbostad åt sig och sin familj. Wier var en förmögen man och ägde flera stenhus i Stockholm.
Huvudbyggnaden, sedermera kallad Stora Gula Villan, placerades på udden vid öns sydöstra sida. Krogen blev då flygel till huvudbyggnaden. En takbjälke med årtal 1776 och inskription CJW anger byggåret och byggherrens initialer. Husets långfasad mot sjön accentuerades av en fronton och vändes mot sydväst med utsikt över segelleden. Entrén anordnades på östra gaveln. Huset uppfördes i 1½ våningar med panelade, gulmålade fasader under ett valmat tegeltäckt sadeltak.
Från gavelns entré nådde man en hall med dörrar till köket och till två mindre rum. Rakt fram och mitt i huset låg den stora salen med öppen spis. Salens väggar smyckades av oljemålningar visande motiv med hamnscener, ruiner, figurer och landskap. Rummets dörröverstycken var dekorerade med målade putti. Från stora salen ledde två dörrar in i nästa salong som var husets stora gavelrum. Här stod en dekorerad kolonnkakelugn. Från den centrala salen nådde man dels trädgården, dels trapphuset som var en utbyggnad på husets baksida. På vindsplanet fanns utöver en trapphall tre rum, i det största stod en mariebergskakelugn. Nedanför huvudbyggnaden anlades en blomsterparterr som förskönade ”den utmärkt vackra lägenheten”. Bakom huset och västerut utbredde sig ett mindre engelsk park.

Höggarns herrgård, exteriör
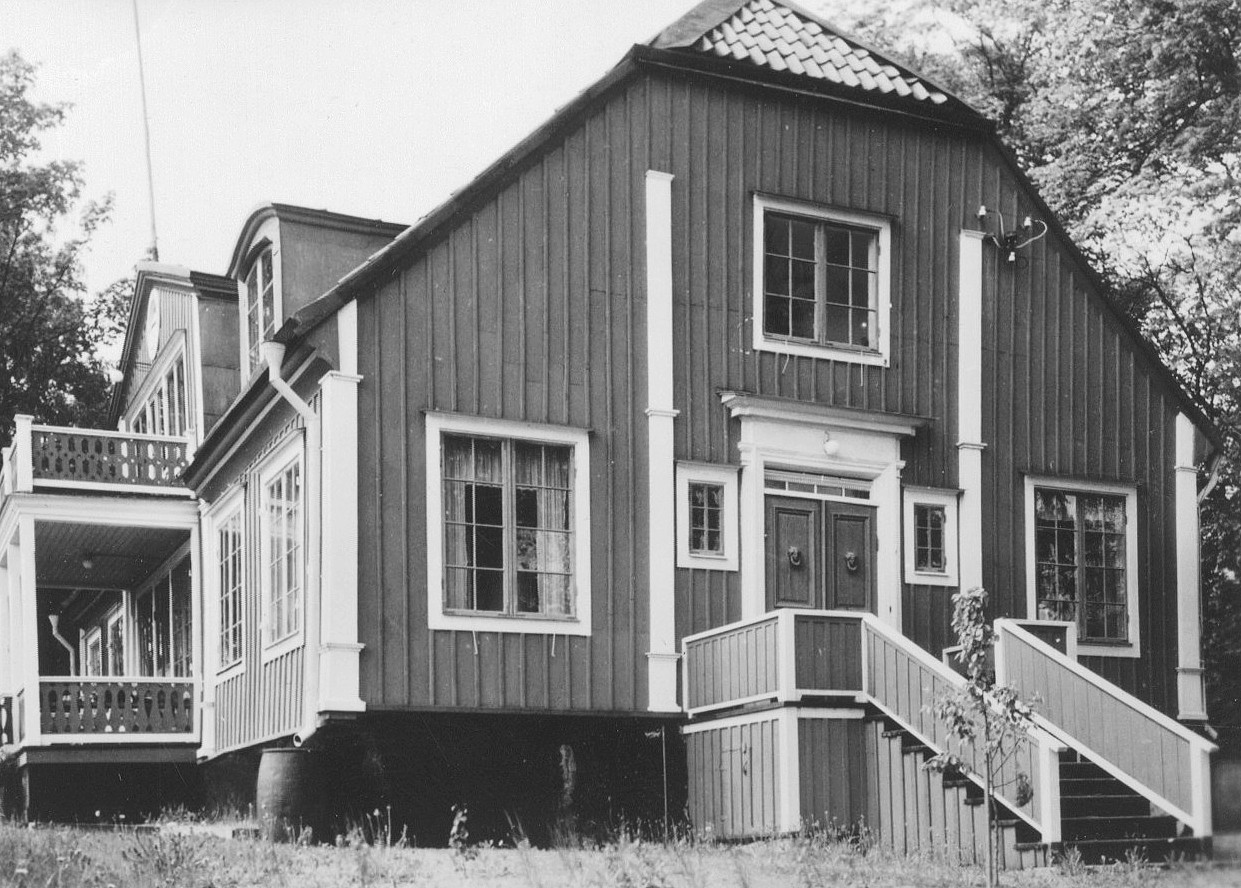
Östra gavel, entrésidan.
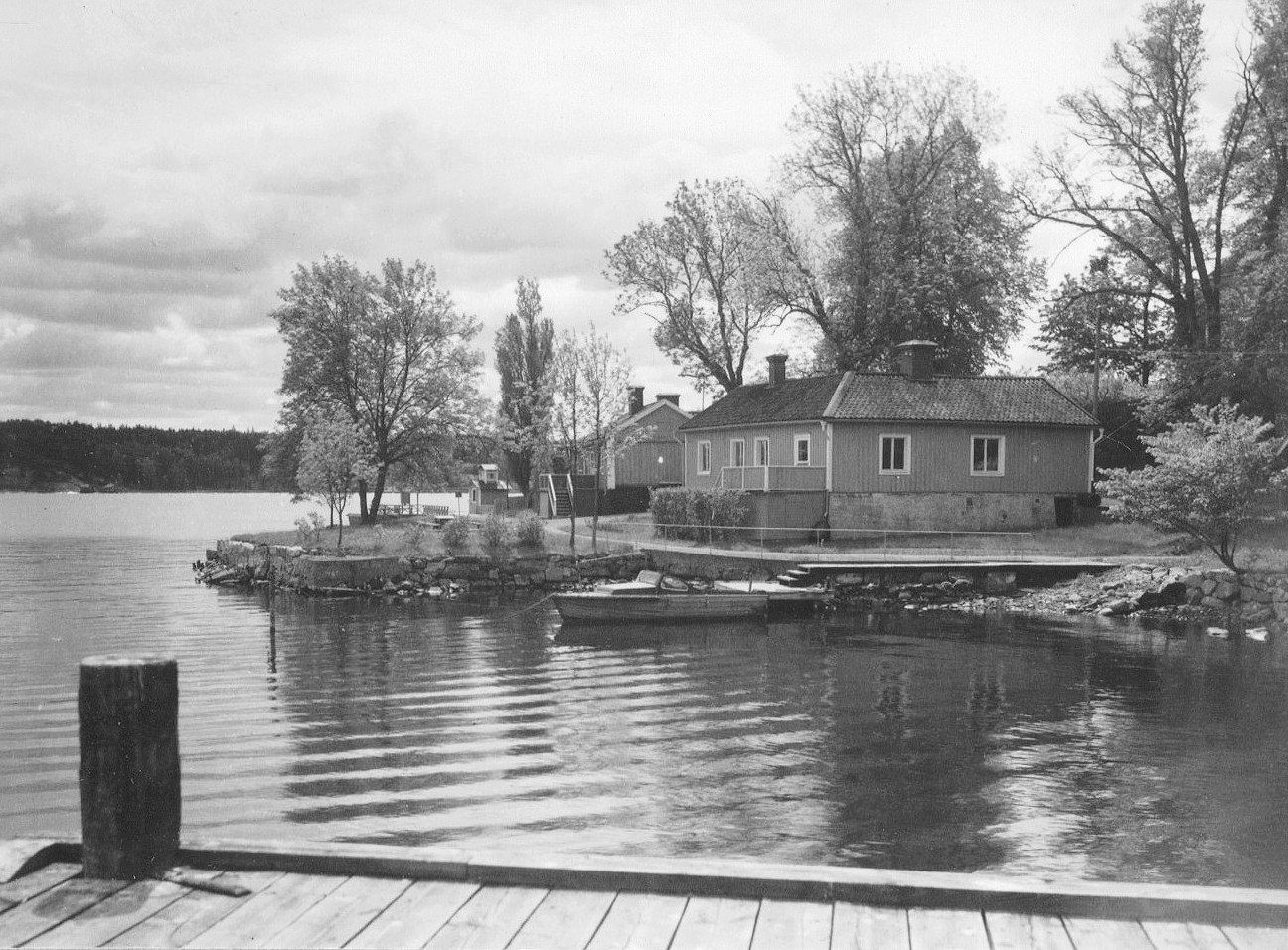
Gårdens flygelbyggnader.
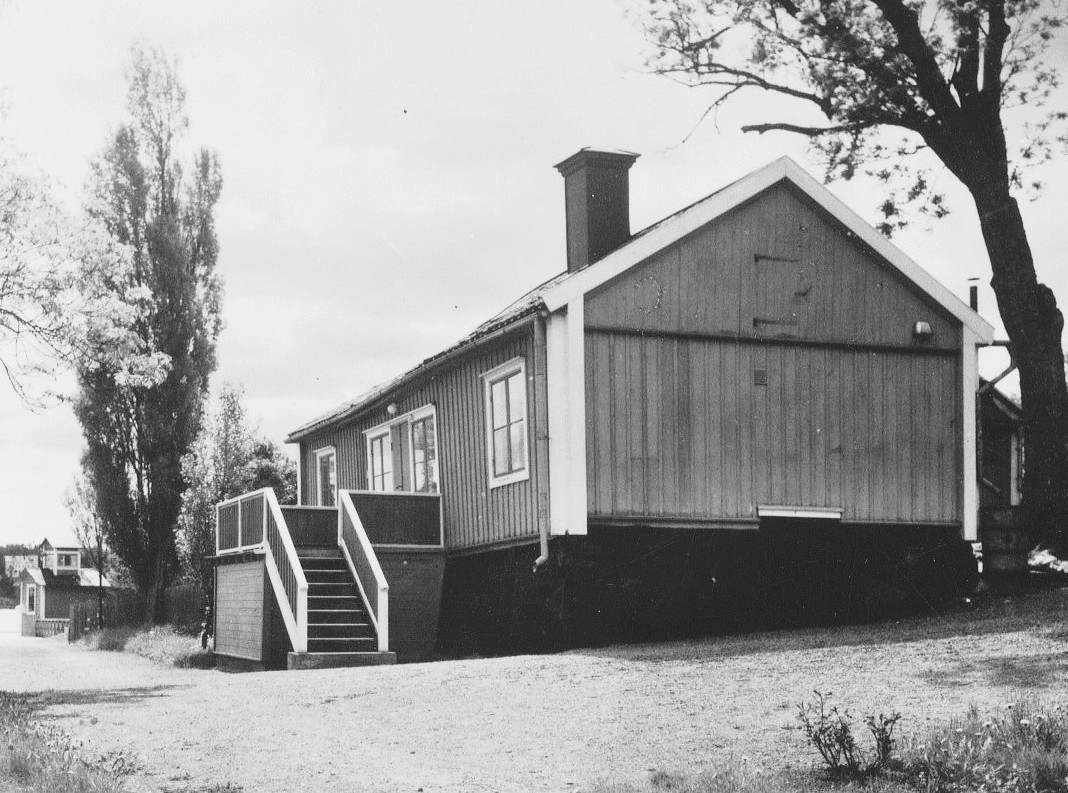
Skolflygeln, före detta krog.
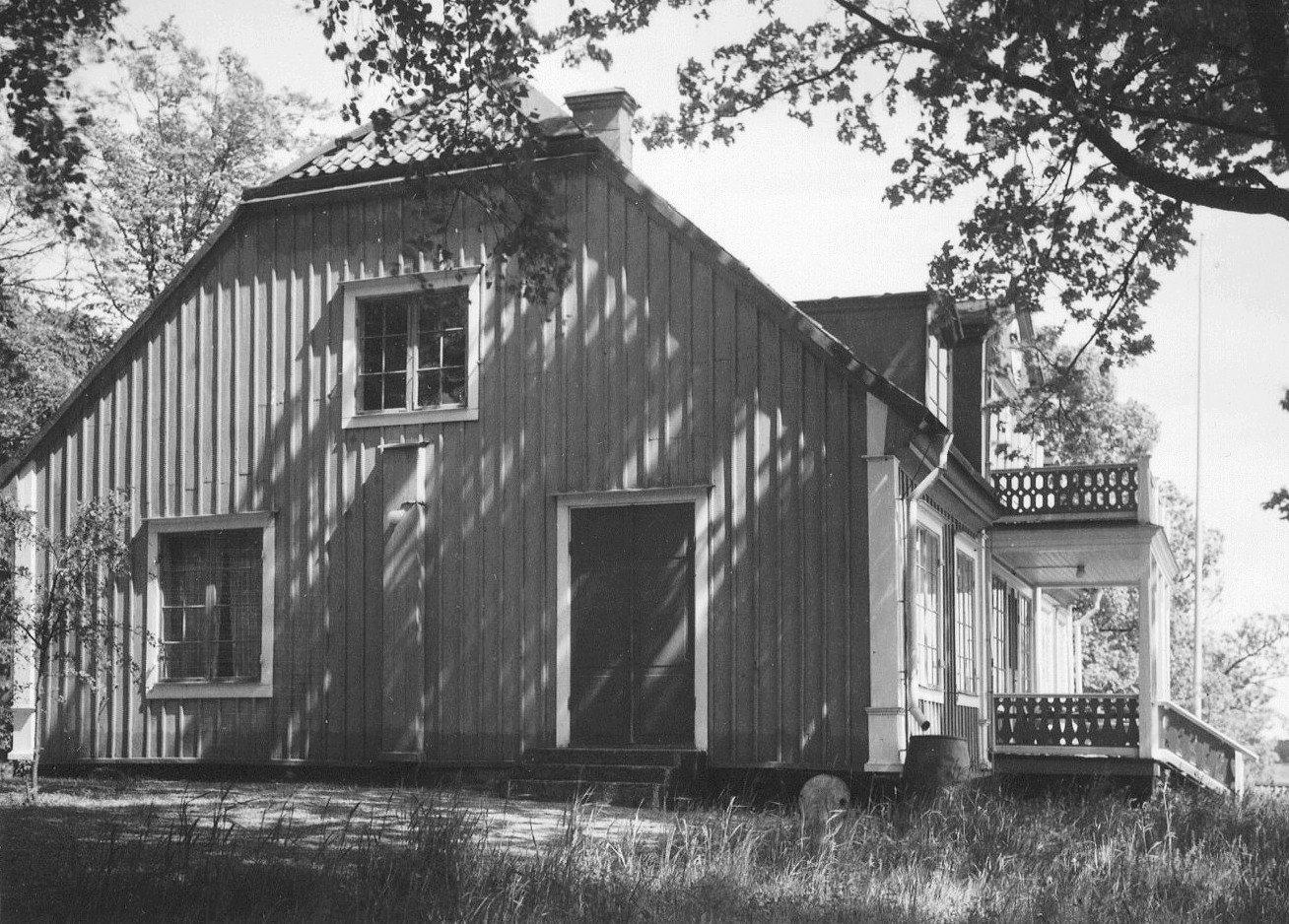
Västra gaveln.

Höggarns herrgård, interiör
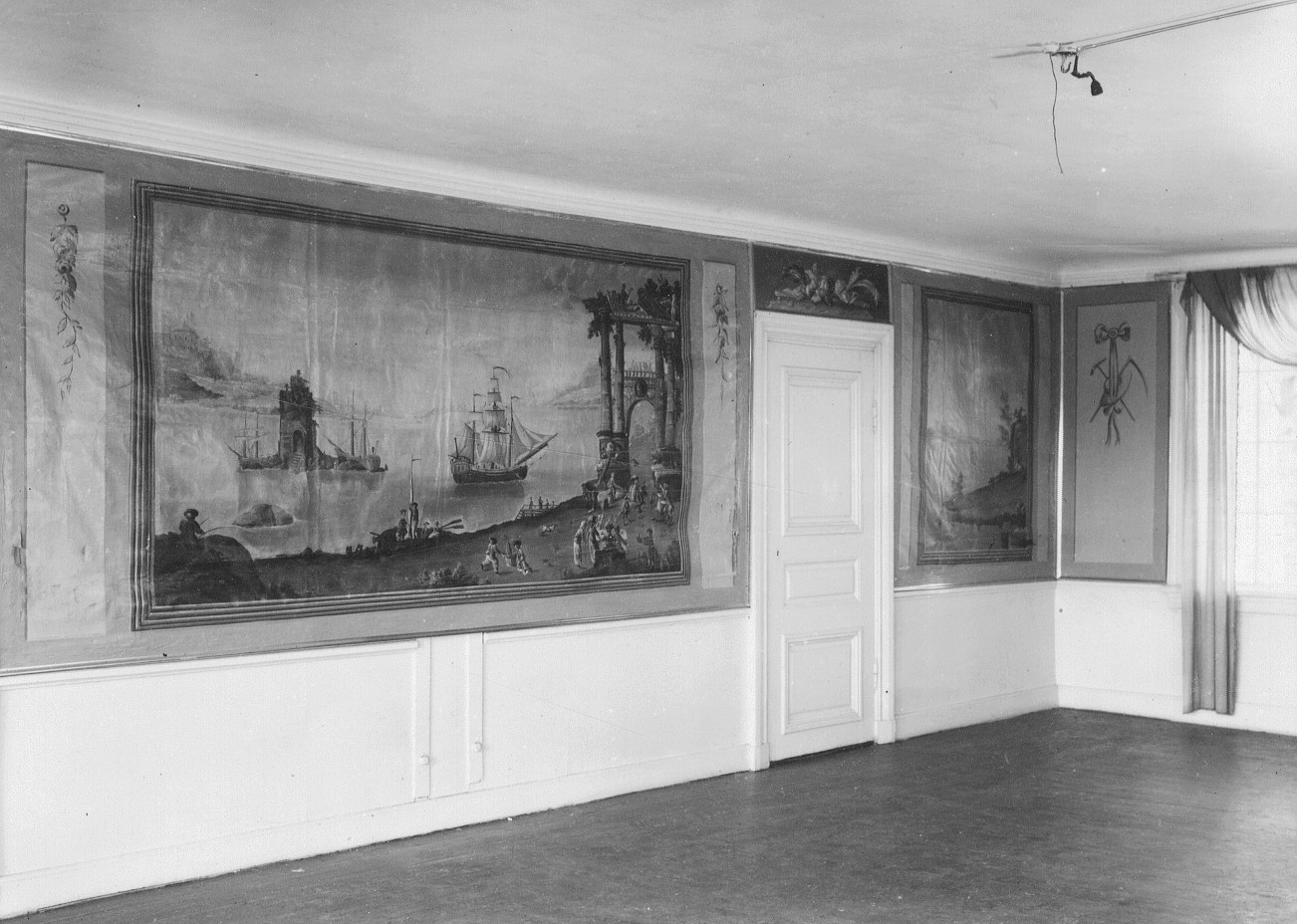
Väggmålningar i stora salen.
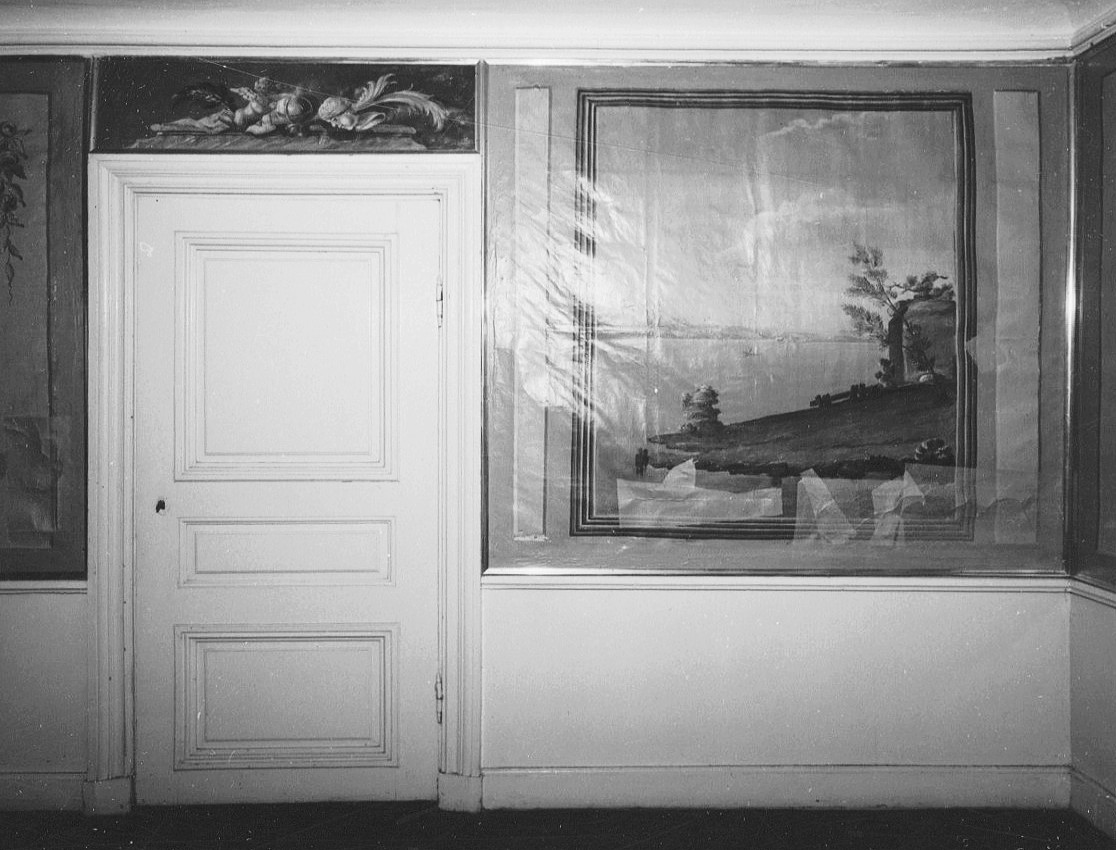
Väggmålning i stora salen.
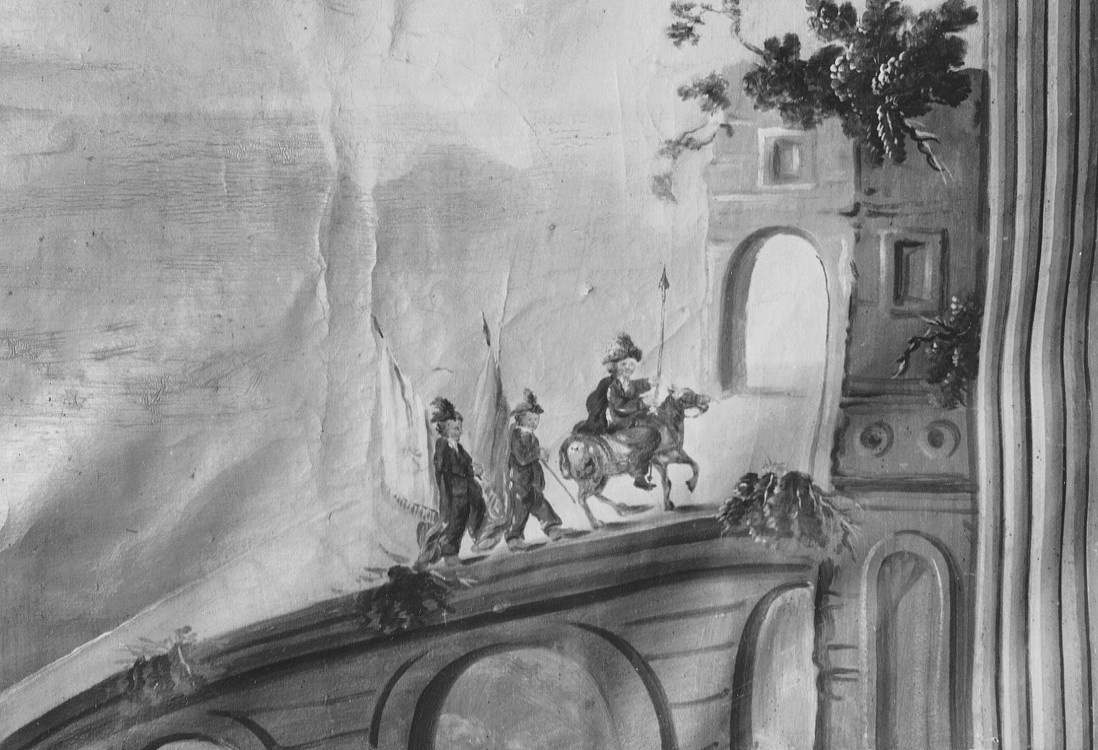
Väggmålning, detalj.
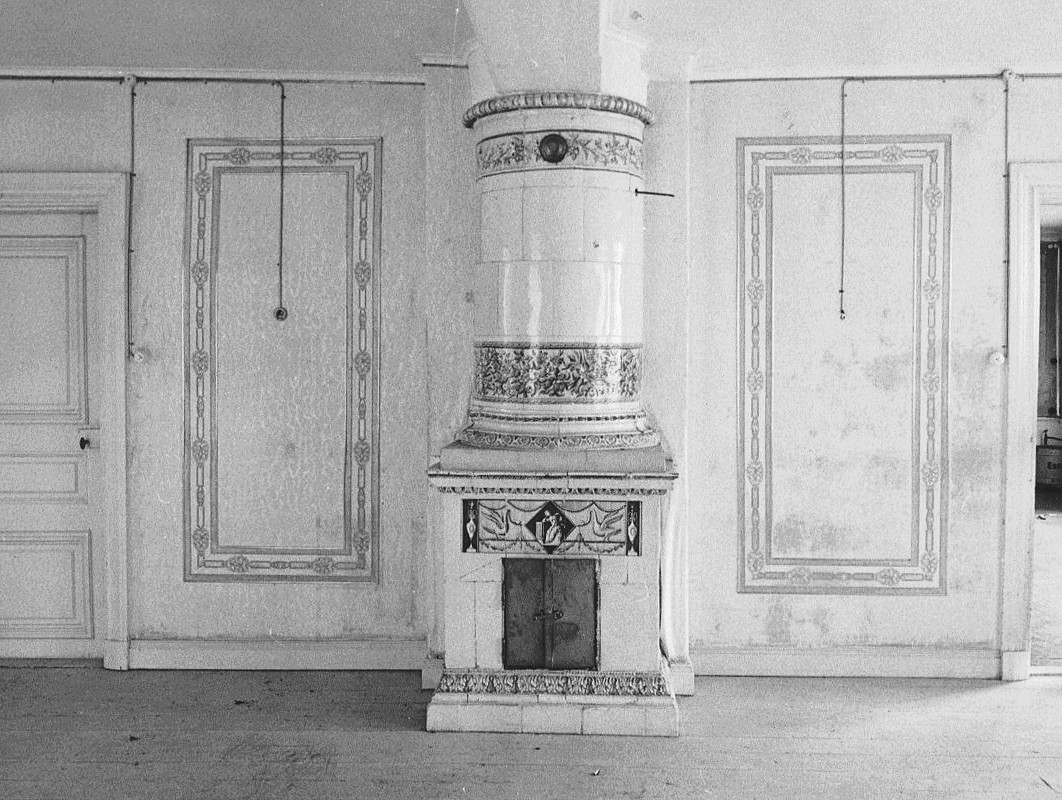
Kolonnkakelugn i västra salongen.

### Herrgårdens vidare öden

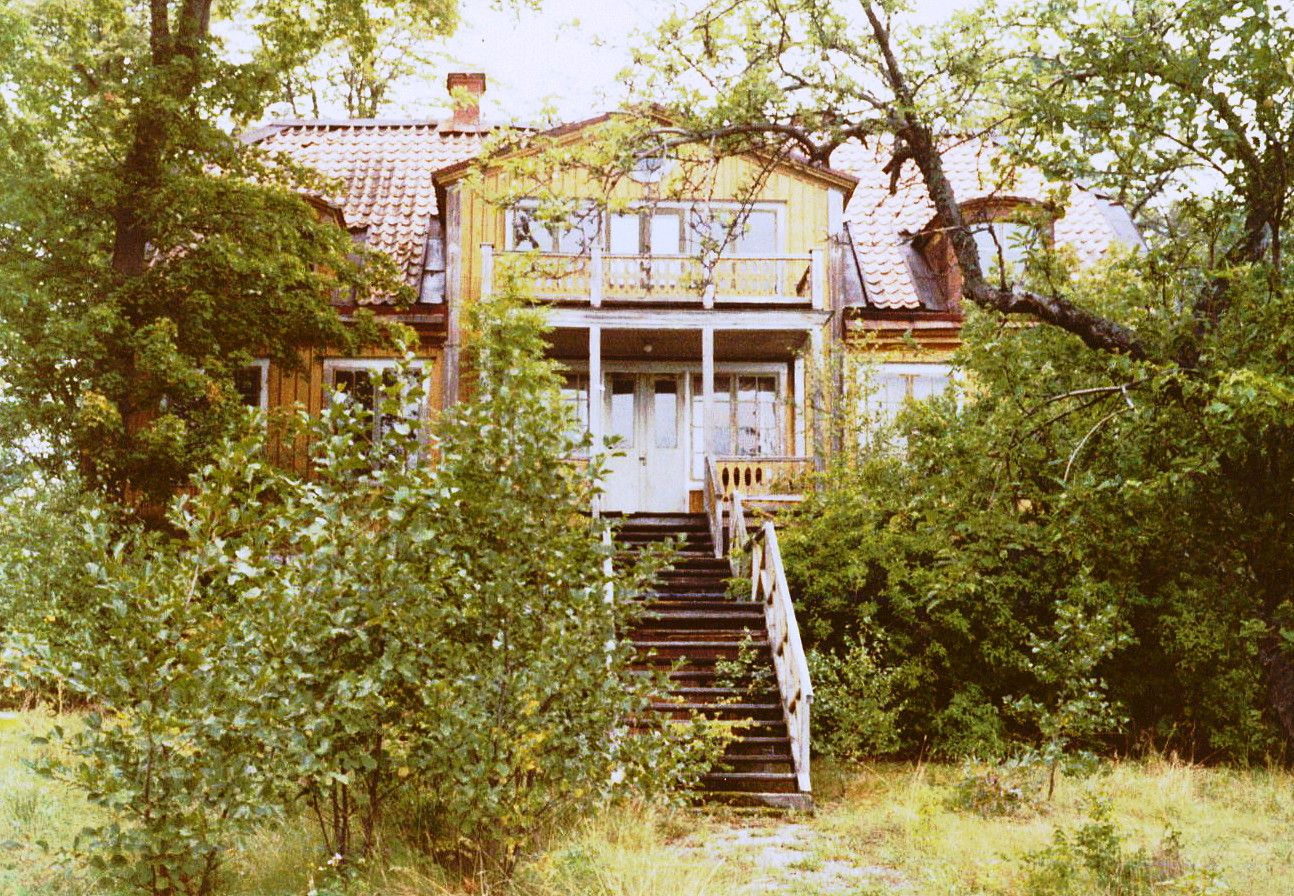
Huvudbyggnaden i slutet av 1960-talet.

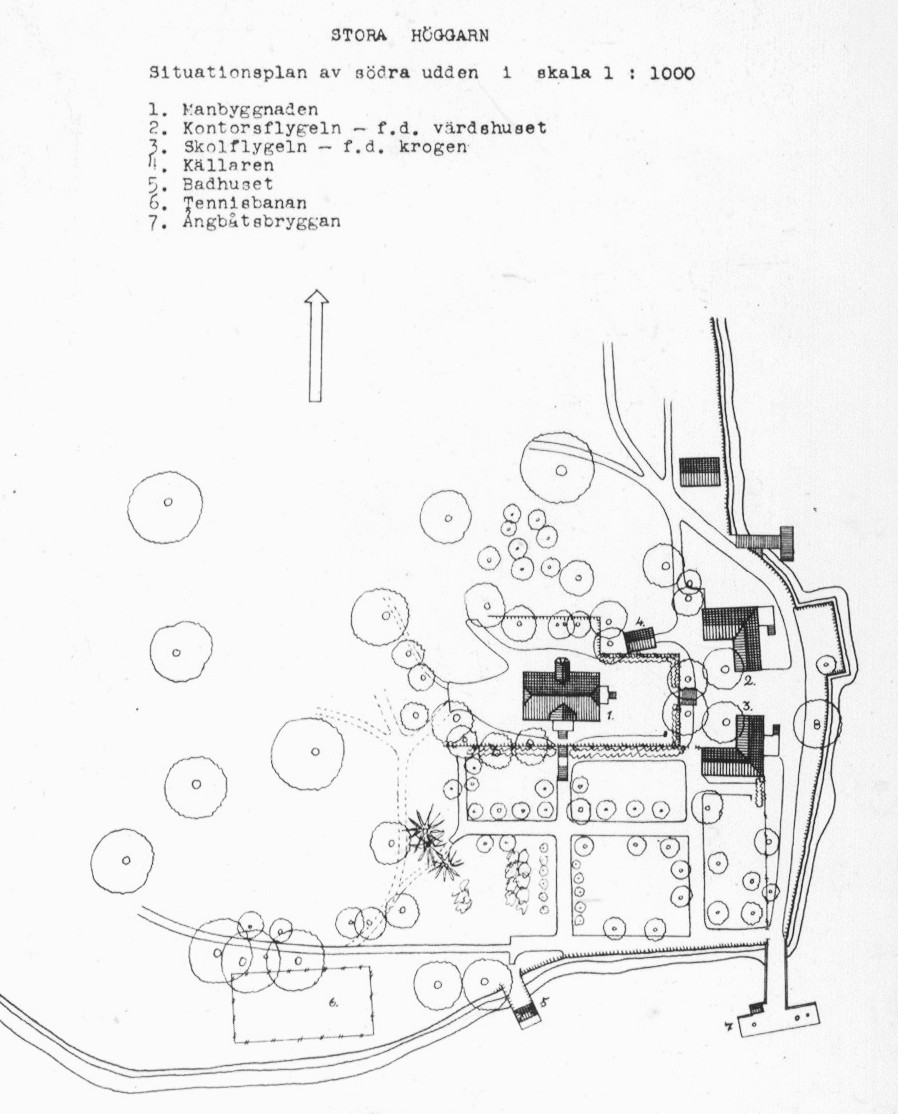
Stora Höggarns herrgårdsanläggning enligt en uppmätning från 1954.

På 1950-talet fick myndigheterna upp ögonen för de värdefulla, historiska byggnaderna som fanns på ön. 1954 inventerade Nordiska museet bebyggelsen och konstaterade att ”Stora Gula Villan” var mycket välbevarad. Museet sammanfattade sina intryck med följande ord:
| ” | Stora Höggarn tillhör utan tvekan Stockholmstraktens bäst bibehållna borgerliga 1700-talsmiljöer. Därtill kommer att det, vid sidan av det välkända Svindersvik, är ett unikt exempel på den sommarnöjeskultur som blomstrade på 1700-talet såväl som på 1800-talet. Allt detta gör dess bevarande för framtiden i hög grad önskvärt. | „ |

På en uppmätning från 1954 framgår gårdsanläggningen på öns sydöstra udde: huvudbyggnaden med norra och södra vinkelflygeln i öster. Den norra var före detta värdshuset och inhyste kontor (brann ner på 1960-talet), den södra var krogen och skola. Norr om mangården låg källaren, i söder utbredde sig en fruktträdgård nedanför en kraftig terrassmur och vid stranden fanns en tennisbana, ett badhus och ångbåtsbryggan med väntpaviljong.
I slutet av 1960-talet besökte museimannen och riksantikvarien Gösta Selling stället. Han konstaterade att ”den gamla anläggningen står tom och förfaller, trädgård och park har växt igen och väggmålningarna stulits”. Vid den tiden var Svenska Esso ägare till gården. 1969 presenterade ett arkitektkontor ett förslag om Höggarns framtida nyttjande. Stora Gula Villan skulle bli sommarkursgård, gamla skolflygeln var tänkt som cafeteria och östra udden skulle bli båtvarv med båtuppläggning. Inget kom till utförande. Huvudbyggnaden revs någon gång mellan 1972 och 1975. Södra flygeln fanns fortfarande 1975 men försvann kort därefter.

### Höggarn under Per Otto Hellsten
Efter Wiers död år 1800 gick egendomen genom flera händer innan den köptes av skeppsklarerare Per Otto Hellsten som fick betala 13 000 riksdaler för Stora och Lilla Höggarn. Av köpekontraktet framgår att det fanns ett corps de logi, två flygelbyggnader, varav i den ena bedrevs värdshusrörelsen, samt lador och flera andra uthus. 
Därutöver fanns en stor trädgård med över 30 fruktträd, bärbuskar och grönsaksodlingar. Till den lilla gården hörde också potatisland, äng för höskörd, två till tre kor, svin och sex får som hade sitt bete på Lilla Höggarn. Hellsten hade en årsanställd dräng, därtill pigor på sommaren och tillfälliga arbetare. Regelbunden ångbåtstrafik fick Stora Höggarn på 1850-talet. 
År 1861 belönades Hellsten med första pris vid Hushållningssällskapets lantbrukstävling i Stockholm för ”på Stora Höggarn odlad råg”. Under Hellsten lades krogverksamheten ner och 1884 utarrenderade han mark på öns sydvästra sida där ingenjören Blomberg lät bygga sin sommarvilla ”Sommarro” (revs 1918). Ett timrat härbre som byggdes av Blomberg finns fortfarande kvar. Stora och Lilla Höggarn hade alltid hörd samman men 1879 såldes Lilla Höggarn av Hellsten till grosshandlare Robert Hernlund för 2 500 riksdaler. Då uppfördes två sommarvillor och en ångbåtsbrygga för sommargästerna anlades. Dricksvatten fick man hämta på Stora Höggarn.

### Höggarn under Fritz Schmidt

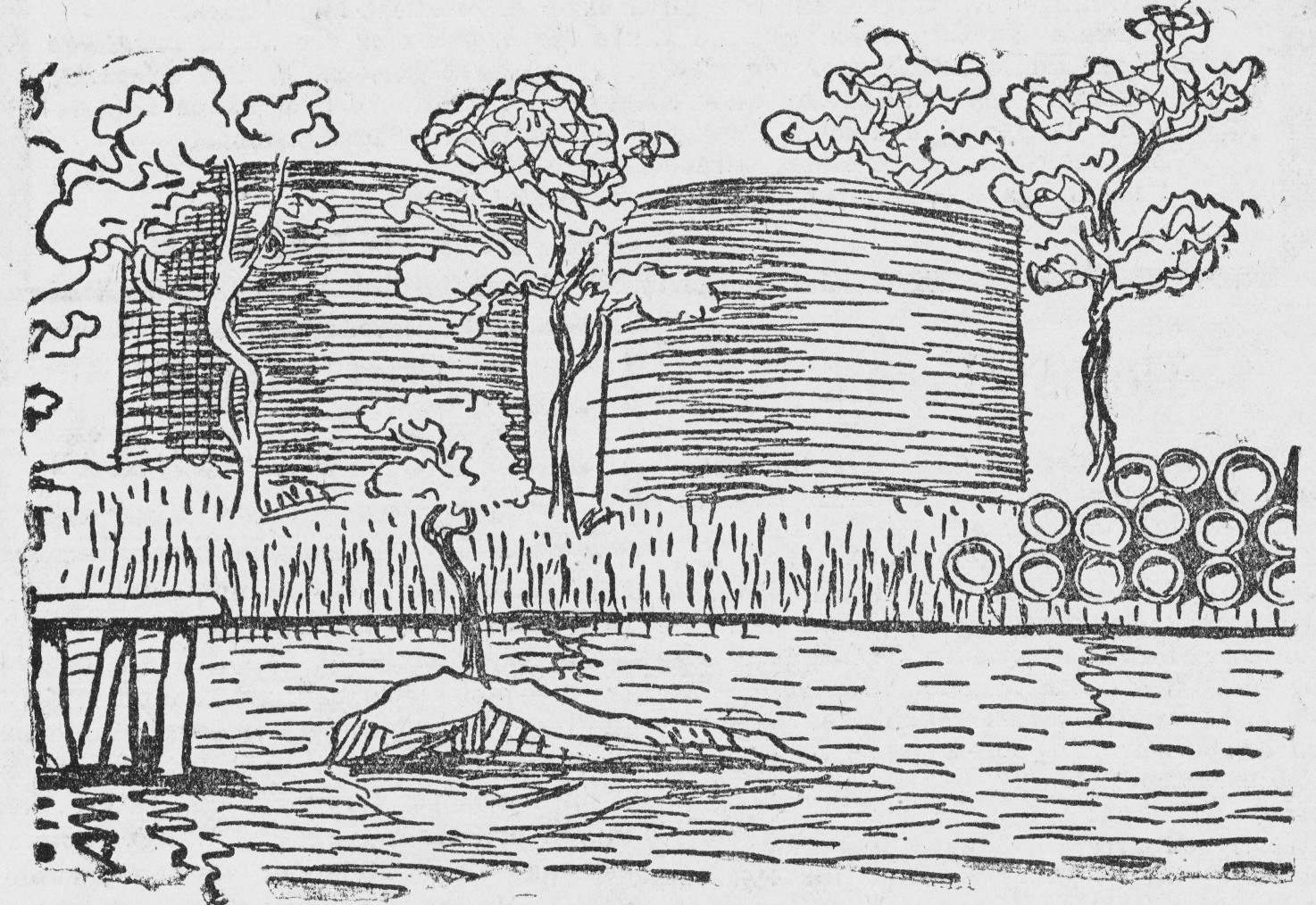
Oljeupplaget på Höggarn, illustration i Svenska Dagbladet 2 juni 1904.

Efter Hellstens bortgång 1895 (enligt vissa källor 1898) sålde dödsboet egendomen 1903 för 75 000 kronor till grosshandlaren Fritz Schmidt. Han var ointresserad av jordbruk. Däremot var Stora Häggarn en lämplig plats att lagra brandfarliga oljeprodukter långt från staden. Schmidt lät anlägga Stockholms första oljehamn. Tack vare det stora vattendjupet kunde oceangående tankfartyg angöra här. Snart växte ett tidigt industriområde upp med kajer, oljecisterner och bergrum samt flera verkstäder och bostäder. Verksamheten samlades på öns norra, kuperade del och kajanläggningarna i en bukt på det östra något lägre område. Arbetarbostäderna etablerades mot södra sidan.
Schmidts nya anläggning sågs kritisk av samtiden och vållade häftiga diskussioner innan den byggdes. Man befarade att nu var det ”fritt fram för oljeupplag, kolupplag, fabriker och allt fult i världen på hvartenda kobbe”. I Svenska Dagbladet från 2 juni 1904 kunde man under den ironiska rubriken ”Hur Stockholms skärgård förskönas” bland annat läsa:
| ” | På den vackra lilla ön Höggarn reser sig ett par oformiga kolosser i höjden, cisterner af smutsröd järnplåt. Aha, där var det mångomskrivna oljeupplaget, som man haft så mycket emot […] Man minns väl sedan i vintras hvilket härskri som från många håll höjdes mot detta ”försök att fördärfva Stockholms vackra skärgård” […] Men inte var det berömda upplaget någon prydnad för platsen. Och nog skola vi helst betacka oss för flera dylika anordningar i vår vackra skärgård… | „ |

Redan 1905 ombildade Schmidt sin oljefirma i Svenska Mineralolje AB, varpå han sålde hela ön till sitt eget bolag för 100 000 kronor. Därefter började en kraftig utbyggnad av anläggningen. Ön blev ett stort mellanlager för mineralolja. För transporterna till fastlandet skaffade Schmidt bland annat motorbogserbåten Höggarn och tankpråmarna Höggarn I, Höggarn II och Höggarn III. 1907 fick Schmidts bolag ekonomiska problem och samma år såldes ön med samtliga tillgångar för 130 000 kronor till Krooks Petroleum och Olje AB, senare ombildat till Svenska Petroleum AB Standard och 1939 till Svenska Esso.

### Oljeepoken

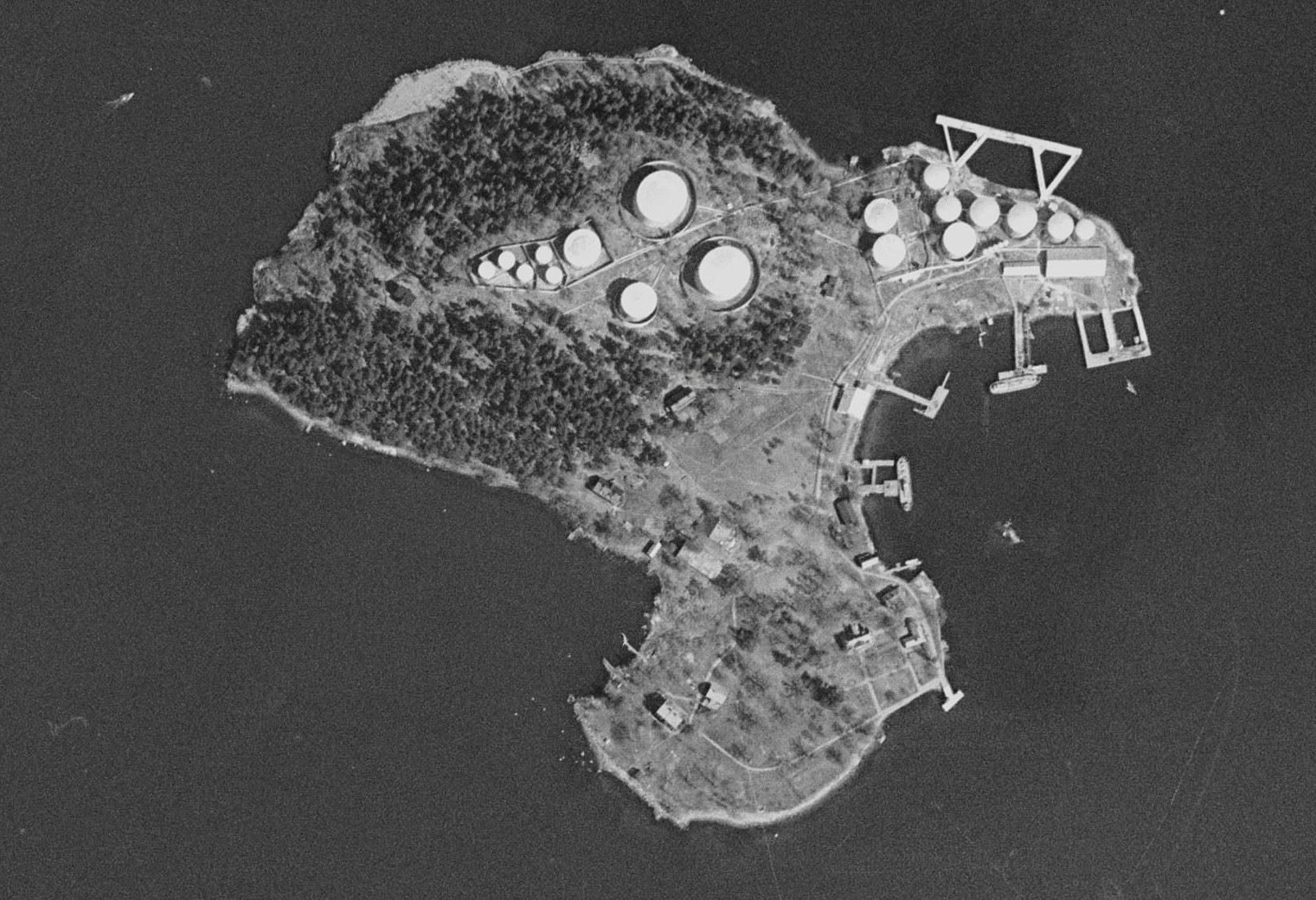
Stora Höggarn 1960 med herrgårdsbyggnaden fortfarande i behåll.

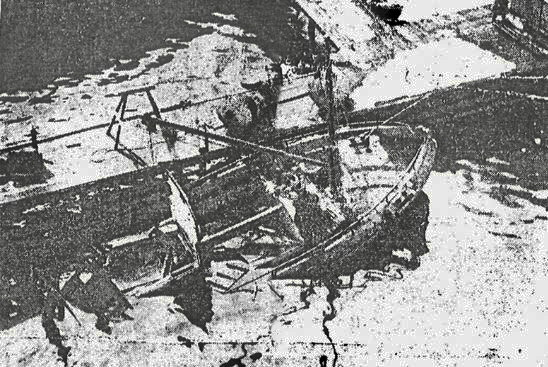
Bogserbåten Essokraft II efter explosion i Höggarns oljehamn 1951.

Krooks Petroleumbolag började genast med omfattande moderniseringar och utbyggnader av hamnen, oljeanläggningen och lagringskapaciteten. Fram till 1930-talet hade Höggarn utvecklats till en av de största importhamnarna i Skandinavien för petroleum. Importen skedde med stora tankfartyg från Standard Oils utskeppningshamnar i Mexikanska golfen. Vid den tiden hade man en lagringskapacitet på hela 30 000 m³ olja på ön. 
Under åren 1915–1940 beboddes ön ett av 60-tal personer. Den gamla krogen blev skola fram till 1938. I och med utbrottet av andra världskriget 1939 krävdes hög beredskap och ytterligare två lagringscisterner om 9  000 m³ vardera anlades. De var troligen de största i Sverige vid den tiden. 1939 påbörjades även bygget av bergrum för beredskapslagring av olja för statens räkning. Bygget pågick med en arbetsstyrka på 75 man under två år och resulterade i tre underjordiska cisterner med en kapacitet om 2 500 m³ vardera. Under kriget var ön skyddsobjekt och bevakades av en vaktstyrka.
På våren 1951 inträffade en svår olycka när bogserbåten Essokraft II exploderade. Någon i den tre man starka besättningen hade av misstag använt syrgas i stället för komprimerad luft för att starta båtens tändkulemotor. Besättningsmännen överlevde men fick föras till sjukhus.
Under en tid användes anläggningen som lagringsstation för flygplansbränsle till Arlanda flygplats. Denna hantering är idag flyttad till Gävle hamn med vidare transport av flygbränslet på järnvägsvagnar till Märsta. Oljeverksamheten upphörde 1992 och övertogs av andra anläggningar, bland annat vid Loudden i Stockholm och Bergs oljedepå i Nacka. Oljecisternerna liksom bergrummen är tömda och används inte. Många av de äldsta cisternerna är obrukbara som bränslelager, vilket har engagerat många att utreda vad man kan använda dem till i framtiden.
På ön har det genom åren samlats mycket skrot som den tidigare verksamheten lämnat kvar efter sig. Stora Höggarn har varit föremål för fleråriga diskussioner om vilken verksamhet som kan tillåtas på ön efter det att bränslelagringen upphört 1992. Sedan 2011 driver forsknings- och utvecklingsbolaget Dividend Industries AB en bergforskningsanläggning på ön. Företaget utvecklar nya metoder för att borra till stora djup med syfte att utvinna geotermisk energi i kristallin berggrund. Större delen av ön består av en industrifastighet med pågående verksamhet och den södra delen består till största delen av privat tomtmark. En mindre grupp kontor- och bostadshus finns på den södra delen av Stora Höggarn som hyrs ut till en rad företag.

## Ägare
- 1984-02-02, Svenska ESSO AB (556000-6834) säljer fastigheten 6:76 till SO-Gustafsson i Umeå AB (556203-9212)[6]
- 1985-05-20, SO-Gustafsson i Umeå AB (556203-9212) säljer fastigheten 6:76 till Bilcentrum SO-Gustavsson AB (556071-9980)[7]
- 1990-05-03 Bilcentrum SO-Gustavsson AB, 556071-9980 säljer fastigheten 6:76 till  ACC Fastighets AB, 556055-2043 (senare Fastighetsaktiebolaget Stora Höggarn)[8][9]
- Lilla Höggarn är obebyggd, här finns endast grunden kvar efter ett tidigare hus. 2013 ägdes ön av Margaret Marie Henrietta von Platen.

## Nutida bilder

Öns industrianläggningar
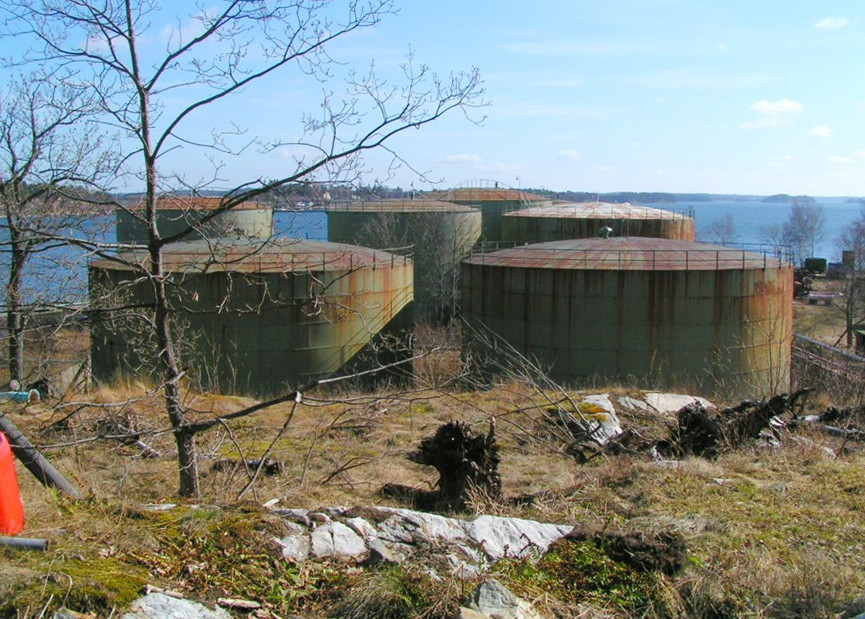
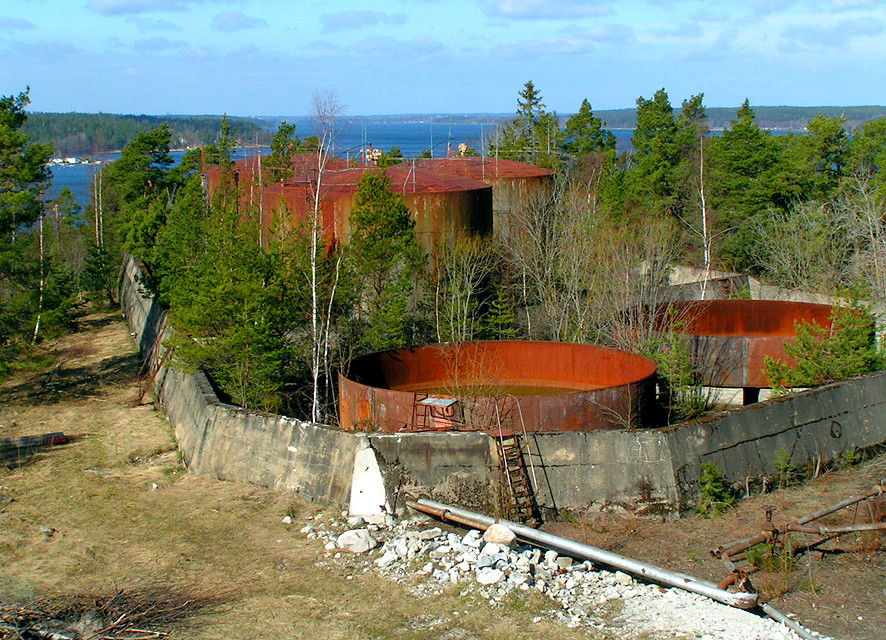
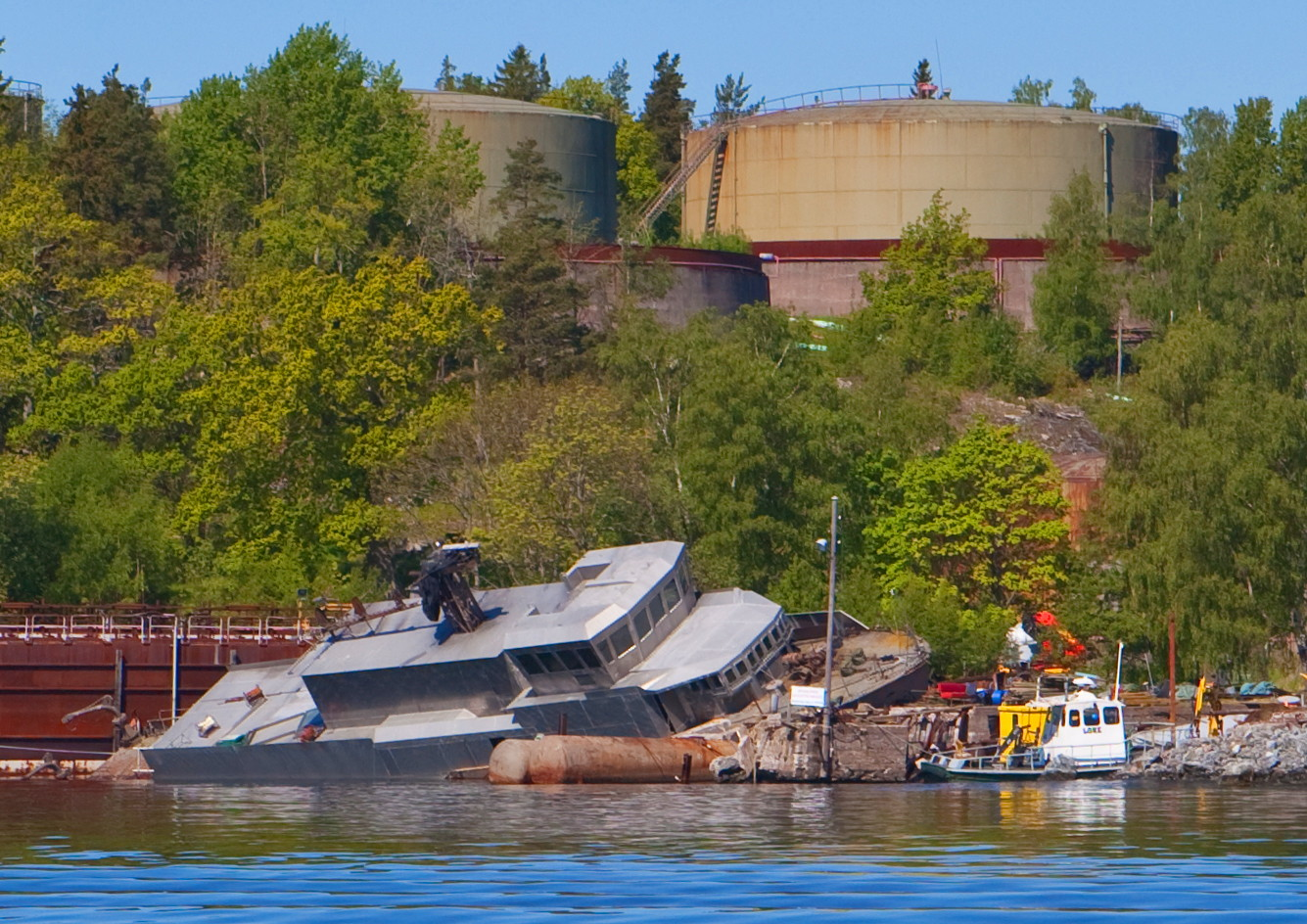
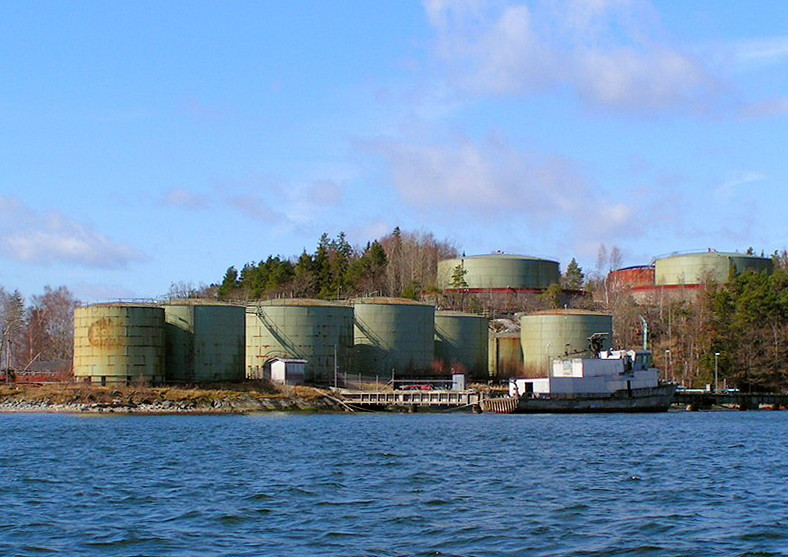

Naturen
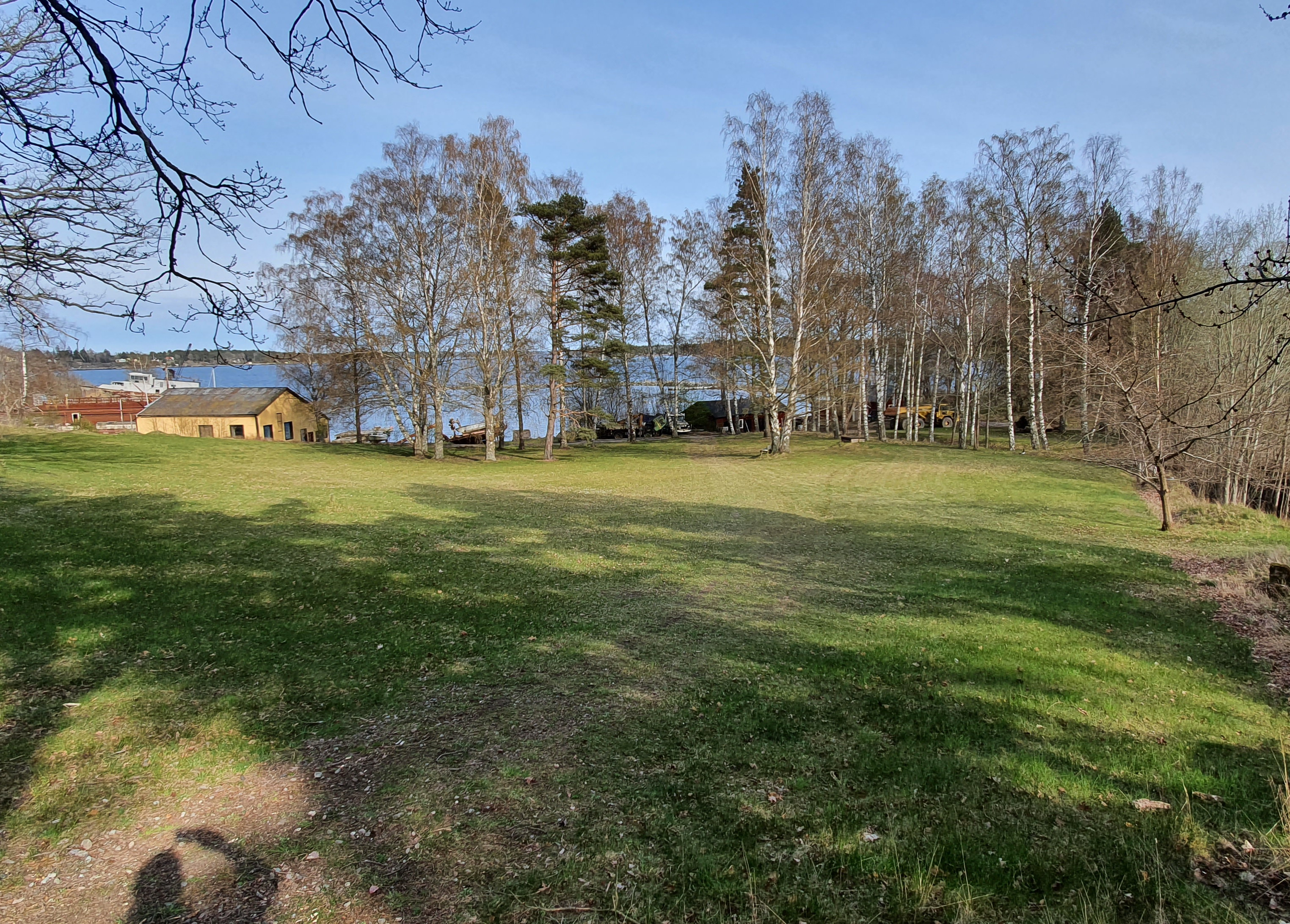
Stora Höggarn, ängen ner mot hamnen.
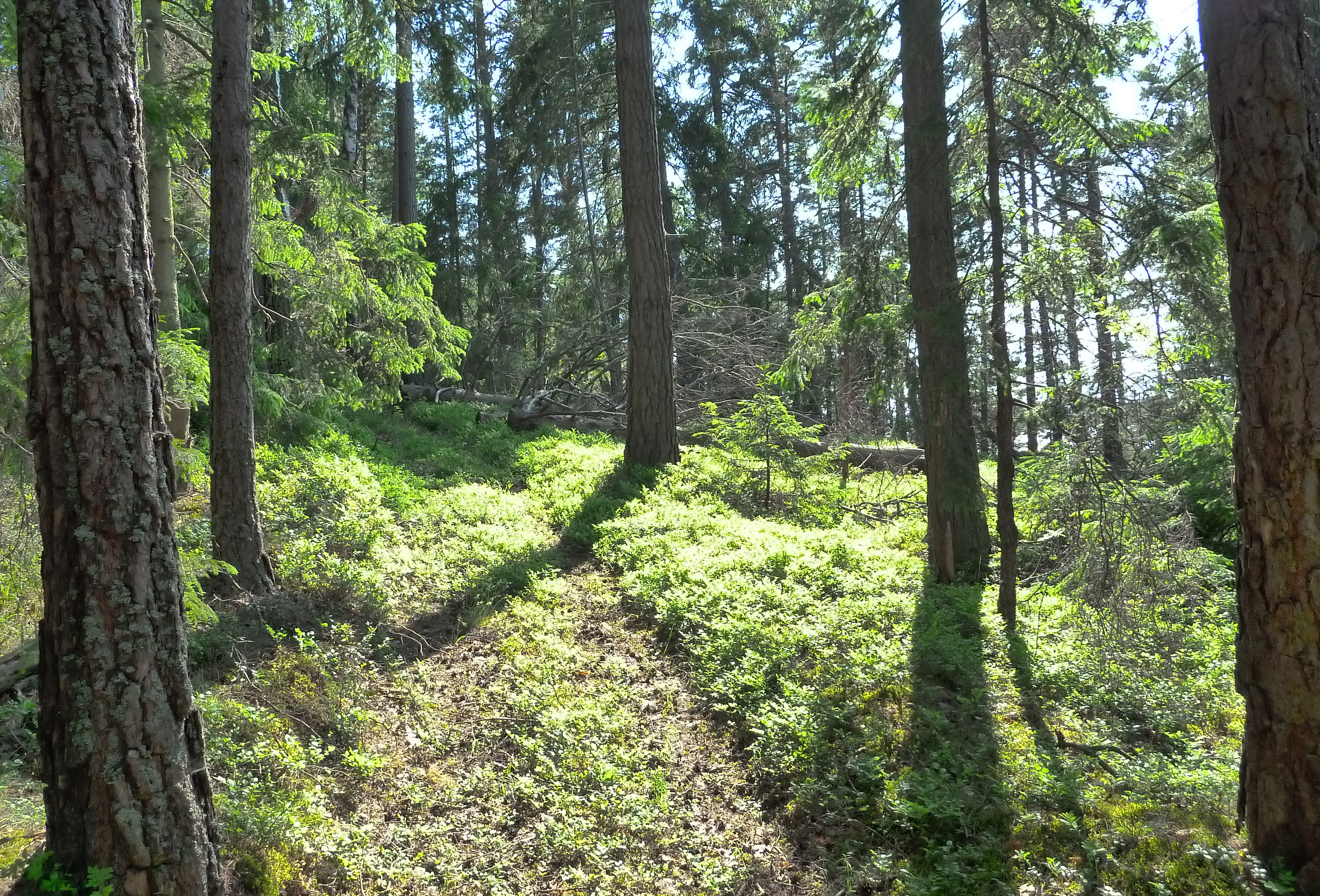
Stora Höggarn, orörd skog på öns norra sida.
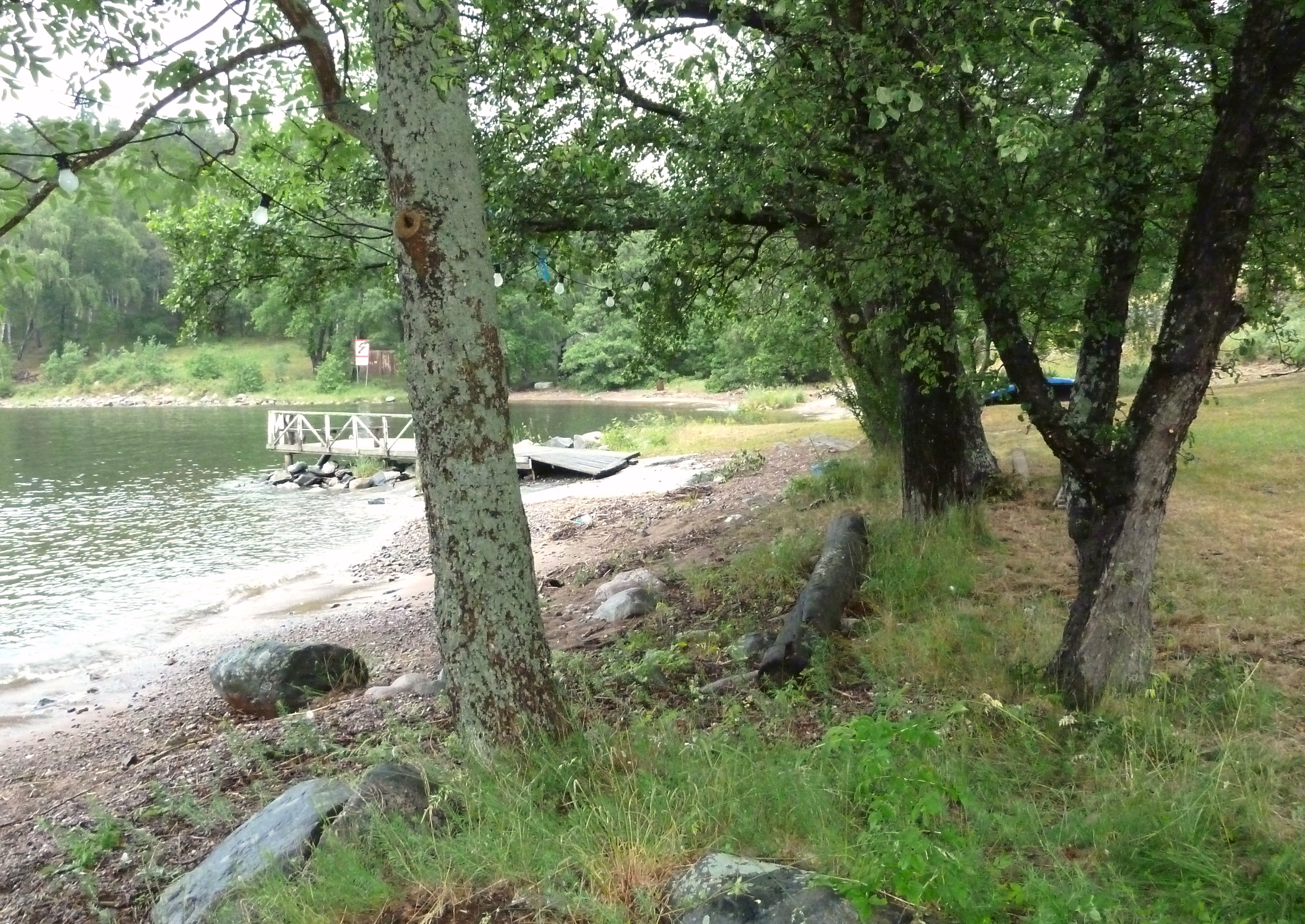
Stora Höggarns västra vik.
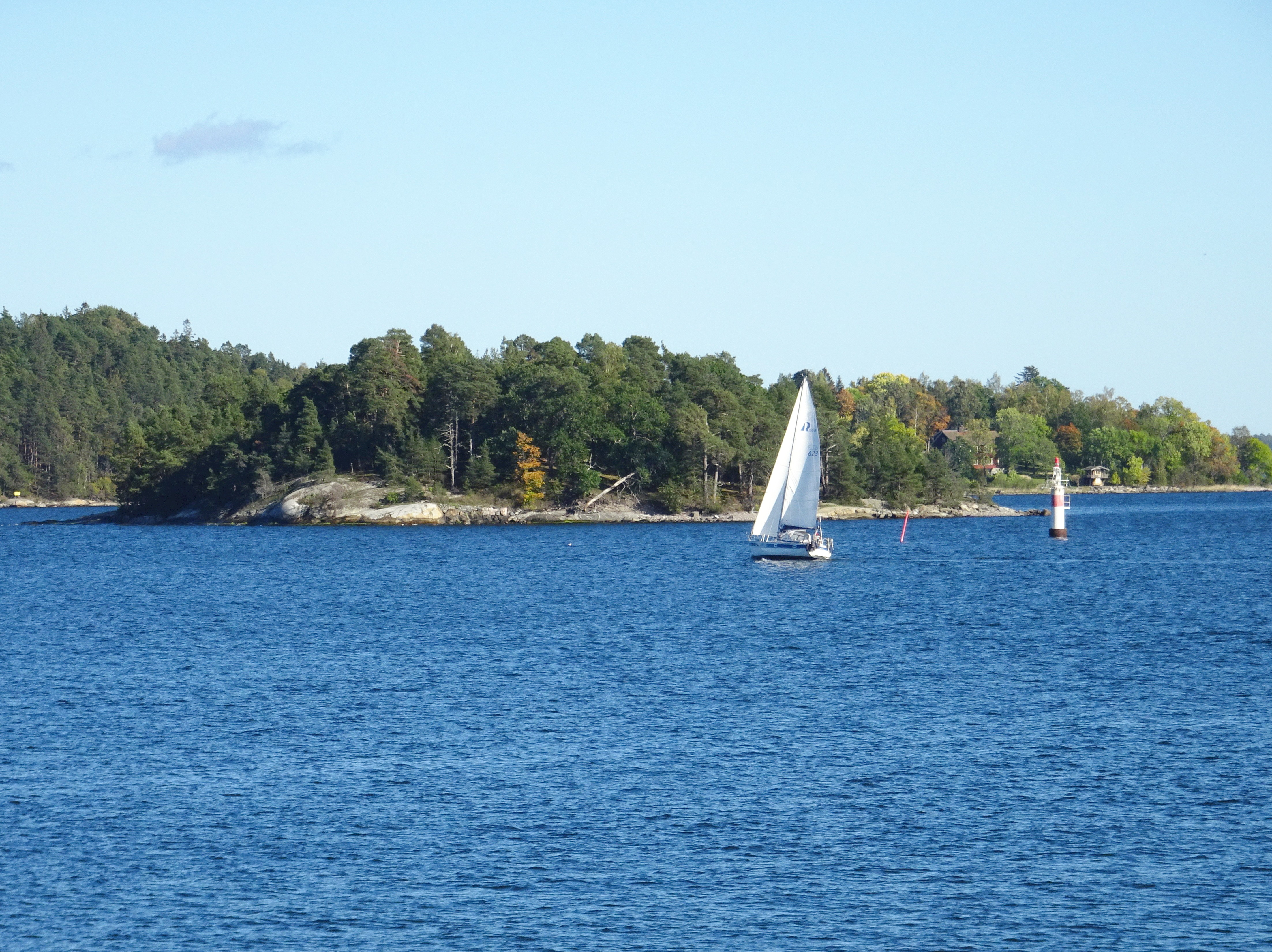
Lilla Höggarn sedd från Elfviks udde.